# Siemens-Schuckert R.III
Siemens-Schuckert R.III là một mẫu thử máy bay ném bom chế tạo ở Đức trong Chiến tranh thế giới I.

## Tính năng kỹ chiến thuật
Dữ liệu lấy từ Kroschel & Stützer 1994, p.141
Đặc điểm tổng quát
- Kíp lái: 4
- Chiều dài: 17.7 m (58 ft 1 in)
- Sải cánh: 34.33 m (112 ft 8 in)
- Chiều cao: 4.6 m (15 ft 8 in)
- Diện tích cánh: 177 m2 (1,910 ft2)
- Trọng lượng rỗng: 5.400 kg (11.900 lb)
- Trọng lượng có tải: 6.820 kg (15.000 lb)
- Powerplant: 3 × Benz Bz.IV, 150 kW (200 hp) mỗi chiêc

Hiệu suất bay
- Vận tốc cực đại: 132 km/h (83 mph)
- Tầm bay: 480 km ( dặm)
- Trần bay: 3.000 m (9.800 ft)

Vũ khí trang bị
- 3 × súng máy 7,9-mm
- 500 kg bom